# Late middeleeuwen

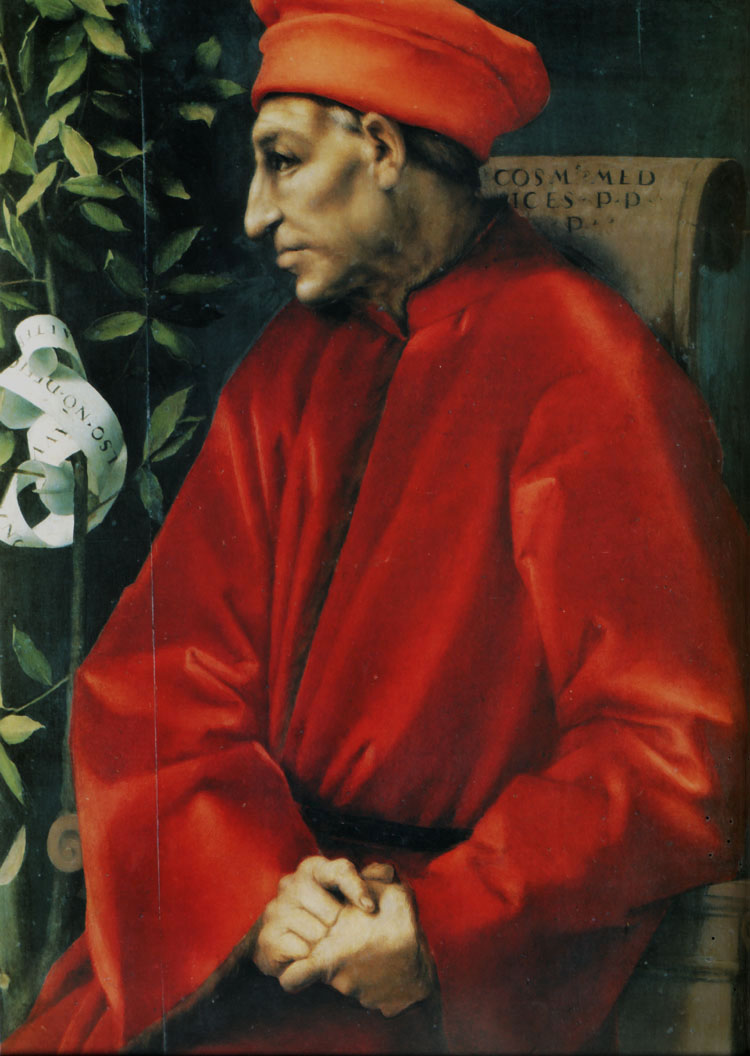
Cosimo de Medici, een late middeleeuwer

De late middeleeuwen is in de geschiedenis van Europa de periode van  1270 tot 1500, die zich kenmerkt door verstedelijking, zware economische crises, een heropleving van de geldhandel, en het afbrokkelen van het feodaal systeem, en daarmee ook van de adellijke macht. De langdurige strijd tussen Frankrijk en Engeland, de honderdjarige oorlog, verdeelde de westerse christenheid, en benadeelde de economische welvaart. In enkele landen werd een begin gemaakt met de vestiging van een sterk centraal gezag.

## Sociale en politieke gebeurtenissen
De feodale economie bereikte haar hoogste landbouwproductiviteit rond 1150. Daarna stagneerde deze, omdat de beloning die de edelen de boeren boden voor hun arbeid - bescherming tegen andere heren - de boeren niet aanzette tot een grotere productie, nodig om de groeiende bevolking te voeden. Daardoor ontstonden hongersnoden, te beginnen die van 1315-1317 en de grote pestepidemie van 1347-1354, die ongeveer een derde van de Europese bevolking het leven kostte.

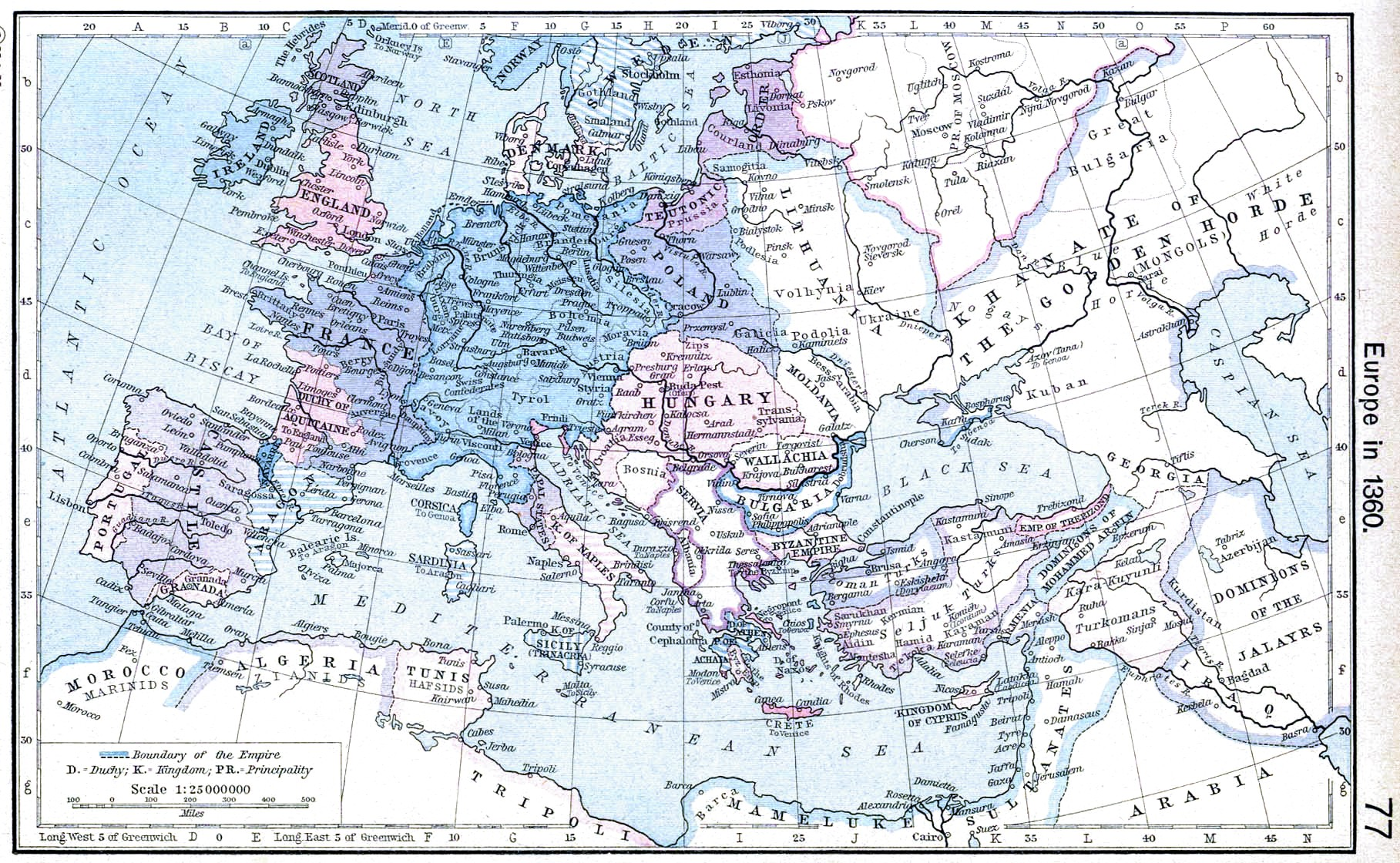
Staatkundige kaart van Europa, ca. 1360

Rond de Zwarte Zee bezaten de Genuezen een aantal factorijen. Goederen uit China, waar veel vraag naar was, bereikten via deze route West-Europa. Ook de stad Caffa op de Krim was een Genuese kolonie. In 1346 werd Caffa belegerd door de Tataren. Zowel binnen als buiten de stad brak de pest uit. Vele inwoners probeerden de dodelijke ziekte te ontvluchten en zetten koers naar Italië. Ongewild brachten zij de ziekte hierdoor naar West-Europa. De hiernavolgende pandemie was een der grootste rampen die Europa ooit getroffen heeft.
Zowel de bevolking als de economische productie verminderde sterk. De levensstandaard nam echter toe, omdat de productie per hoofd van de bevolking wel toenam. De vraag naar enkele meer 'luxe' producten steeg; sommige producenten speelden hier handig op in. Dankzij enkele technische innovaties was het mogelijk om goederen in grotere hoeveelheden te vervoeren en te verhandelen.
Toch waren het hoofdzakelijk de elites aan de vorstenhoven en in de steden die van de ontwikkelingen profiteerden. Boeren leden onder de chronisch lage graanprijzen. In de steden ontstond een proletariaat van ongeschoolde arbeidskrachten die het platteland ontvlucht waren.
Boeren in heel Europa kwamen tegen hun onderdrukkers in opstand: in 1358 brak in Frankrijk de jacquerie uit, in 1381 een grote boerenopstand in Engeland. De door de opstandelingen opgerichte boerenrepublieken was doorgaans een kort leven beschoren. De ongeregelde boerenlegers waren uiteindelijk geen partij voor de professionele soldaten van de machthebbers.
Het gevolg van alle onrust was een verarming van de landadel. Militaire ontwikkelingen als de uitvinding van het kanon en grote, professionele infanterie-eenheden bewapend met slagzwaarden en pieken reduceerden de rol van ridders op het slagveld en dreven de kosten van oorlogvoering zo ver op dat deze uiteindelijk alleen nog voor de hoogste heren betaalbaar was. De feodale structuur kwam zo onder druk te staan. Ook de vorsten profiteerden hiervan en vergrootten hun macht, als enigen die zich nog een staand leger en oorlogvoering konden veroorloven. Sterke centrale staten ontstonden in Frankrijk, Engeland en Spanje. De grenzen van de latere natiestaten begonnen zich af te tekenen.
In de steden van West-Europa begonnen middelgrote boeren en afgezanten van handelaars uit het Middellandse Zeegebied een klasse van kooplieden te vormen. De steden namen het economische voortouw, vooral in de handel, waarvan het zwaartepunt verschoof van luxeproducten naar massagoederen als voedsel.

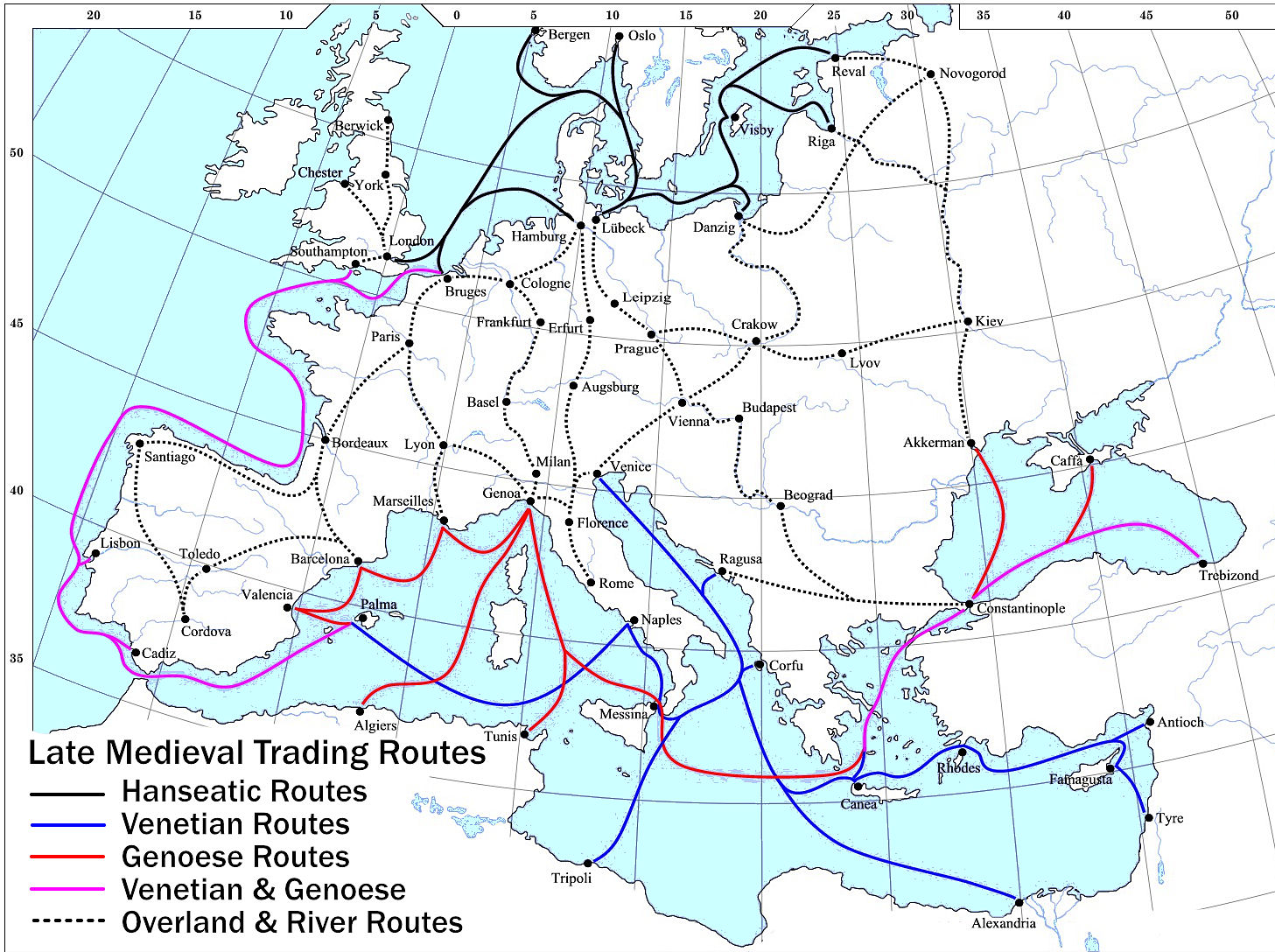
Handelsroutes in de late middeleeuwen

De stedelingen eisten langzaam maar zeker steeds meer rechten en macht op. Ook hier kwamen opstanden tegen het gezag voor, zoals die van Jacob van Artevelde in Gent (1337) en die van Cola di Rienzi, die in 1347 Rome regeerde als volkstribuun. Deze opstanden waren een stuk minder gewelddadig dan die op het platteland.
De handel verbond de lokale economische structuren met de grote economische blokken rond de Middellandse Zee en de Oostzee. Een Europese economie ontstond. Waar Europese steden eerder zilver hadden gemunt, begonnen Florence en Genua in 1252 munten van goud te slaan dat werd aangevoerd uit de Soedan via nieuwe handelsroutes door de Sahara. De reden om goud te gebruiken was gelegen in de devaluatie van zilver in de Arabische wereld door een verstoring van het prijsevenwicht in de Europees-Arabische handel.
De Val van Constantinopel in 1453 bracht een vluchtelingenstroom van intellectuelen op gang, die vluchtten uit het ten val gebrachte Byzantijnse Rijk naar de steden in Italië. Deze vormde een belangrijke stimulans voor de renaissance, een culturele en wetenschappelijke ontwikkeling die Italië al sinds circa 1300 onderging en zich in de komende twee eeuwen over Europa zou verspreiden.
In de vijftiende eeuw groeide de bevolking weer. De vraag naar voedsel, goud en hout (als brandstof en voor de scheeps- en woningbouw), waarin het door Duitsers gekoloniseerde Oost-Europa niet meer kon voorzien, dreef de Europeanen (vooral de Portugezen) ertoe steeds meer buiten het continent te opereren; voorbeelden hiervan zijn de ontdekkingsreizen van Hendrik de Zeevaarder en Marco Polo. De technische vaardigheden ontwikkelden zich steeds sneller.

## Wetenschap en cultuur

### Boekdrukkunst
De uitvinding van de boekdrukkunst met losse letters was een mijlpaal in de Europese geschiedenis. In het begin van de vijftiende eeuw werden zogenaamde 'blokboeken' gemaakt. Tekst en afbeeldingen werden in hout uitgesneden, waarna ze handmatig konden worden afgedrukt. De nieuwe techniek voorzag duidelijk in een behoefte en verbreidde zich snel. In de halve eeuw die volgde werden op diverse plaatsen in Europa drukkerijen ingericht. De opkomst van het humanisme en de renaissance werd gestimuleerd door de uitvinding van de boekdrukkunst.

### Filosofie

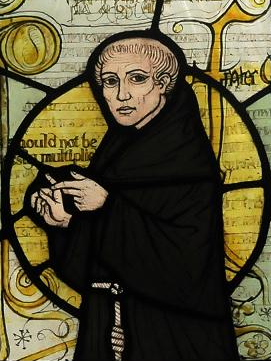
Willem van Ockham

In de filosofie herleefde in de late middeleeuwen de strijd tussen nominalisten en realisten. Tot het begin van de veertiende eeuw had het realisme, zoals onder andere verwoord door Abélard, de overhand. Realisme binnen de context van het debat over universalia hield in dat algemene begrippen niet slechts namen waren maar ook betrekking hadden op bestaande dingen die zelfs een hogere status van werkelijkheid bezaten. Plato met zijn ideeënleer was daar een voorbeeld van.
Willem van Ockham trok als nominalist echter de radicale conclusie dat de universalia in de buitengeestelijke werkelijkheid (buiten het verstand) niet bestaan, maar slechts taalkundige fenomenen zijn, bedoeld om de buitengeestelijke werkelijkheid te ordenen. Volgens Ockham bestaan er slechts dingen/zaken in eindeloze diversiteit. Categorieën als ' hondheid', 'paardheid', 'roodheid' bestaan volgens nominalisten niet echt. Ockham noemt het intentiones animae ("bedoelingen van de geest"), 'tekens' met slechts een logisch-semantische status, dus uitsluitend van nut als begrip binnen de logica. Hij meende dat wetenschap uitsluitend uitspraken dient te doen over de geldigheid van uitspraken over dingen/zaken in de werkelijkheid, vervat in proposities. Met andere woorden: of een bewering wél of niet waar is. Dergelijke proposities leggen een verband tussen een subject (waar de uitsprak betrekking op heeft) en een predicaat (dat wat gezegd wordt). (Een klassiek voorbeeld is: "Socrates is een mens".) Solae propositiones sciuntur ("Alleen proposities leveren wetenschappelijke kennis op"). De visie van Ockham was van een revolutionair gehalte.

### Kunst

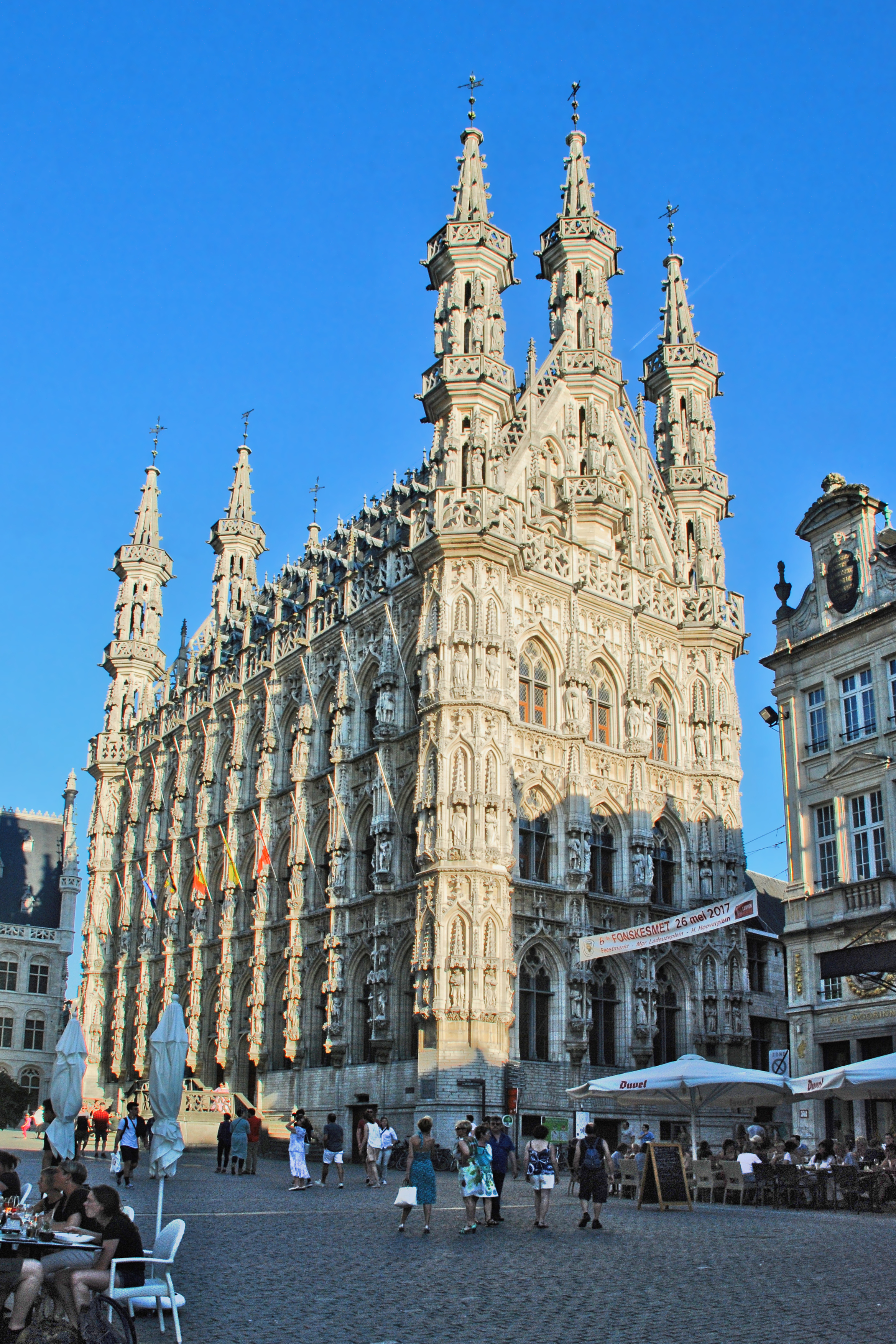
Het stadhuis van Leuven

De late middeleeuwen waren een overgang tussen de gotiek en de renaissance, behalve in Italië waar de renaissance al rond 1450 begon. De gotiek werd aan het begin van de late middeleeuwen nog wel voortgezet, maar zat duidelijk in de laatste fase. Omstreeks 1370 ontstaat op het domein van de beeldende kunsten de internationale gotiek.
In de bouwkunst ontstaat de flamboyante gotiek. Flamboyante gotiek is een term die wordt gebruikt om de laatste fase van de gotiek aan te duiden. In figuurlijke zin betekent flamboyant fonkelend of schitterend. De flamboyante stijl is een stijl met vlamvormige elementen zoals de buitendecoraties die op vele bouwkundige onderdelen werden aangebracht. Een bekend voorbeeld is het stadhuis van Leuven.
Aan het einde van de middeleeuwen werd de gotiek in Italië verdrongen door de vroegrenaissance, doordat de Italianen zich onder invloed van de humanisten gingen verdiepen in de Klassieke Oudheid. Het zou in de rest van Europa nog 150 jaar duren voordat de Renaissance zou beginnen.

## De Nederlanden
In de Nederlanden, die deel uitmaakten van het Heilige Roomse Rijk, hadden zich een aantal feodale vorstendommen ontwikkeld. Verreweg de belangrijkste waren Vlaanderen, Brabant, Gelre en Holland.
Willem VI (1404-1417), graaf van Holland, Zeeland en Henegouwen, had bij zijn dood alleen een dochter, Jacoba. Zij was vijftien jaar toen zij haar vader opvolgde. In Brabant regeerde ook een minderjarige, Jan IV (1415-1427); zijn vader Antoon was gesneuveld in de slag bij Azincourt. De familie van Jan en Jacoba arrangeerde een huwelijk, hoewel zij neef en nicht waren.
In Vlaanderen en Artois regeerde de hertog van Bourgondië, Jan zonder Vrees. Jan zonder Vrees was een van de machtigste mannen in Frankrijk, dat verscheurd werd door partijstrijd; Bourguignons stonden tegenover Armagnacs. In 1419 werd Jan zonder Vrees te Montereau vermoord. Zijn zoon, Filips de Goede, volgde hem op en zwoer wraak. In de Honderdjarige Oorlog koos hij de kant van Engeland.
Bij het Verdrag van Troyes, dat mede door bemiddeling door Filips de Goede tot stand kwam, werd bepaald dat Hendrik V van Engeland de volgende koning van Frankrijk zou worden. Dat dat nooit gebeurd is, was voor een groot deel toeval. Op termijn bleek Filips op het verkeerde paard te hebben gewed; in 1435 trok hij zich daarom terug uit de Franse politiek. Nadien streefde hij er vooral naar zijn Nederlandse bezittingen uit te breiden.

## Gebeurtenissen
- Babylonische ballingschap der pausen en Westers Schisma
- Honderdjarige Oorlog
- Pestepidemieën
- Boerenopstanden in West-Europa
- Verovering van Constantinopel door de Turken
- Ontdekking van de zeeweg rond Afrika.
- Ontdekking van Amerika door Christoffel Columbus.
- Voltooiing van de Reconquista en Val van Granada
- Uitsterven door de jacht van de oeros.